# Studio 43 (cinéma)
Le Studio 43, situé au 43 rue du Faubourg-Montmartre dans la 9e arrondissement, à Paris, est une ancienne salle de cinéma d'art et d'essai.

## Historique
En 1936 la salle de music-hall Le Perchoir est transformée de manière éphémère en cinéma sous le même nom. Elle reviendra à sa fonction première jusque dans les années 1940, où elle sera à nouveau transformée en cinéma.
Successivement appelé Le Studio du Faubourg-Montmartre (1949) puis Studio 43 (1951), ce lieu deviendra un moment Le Floride (1959),  puis à nouveau Studio 43 (1962), avant  de s'appeler Le New-Yorker (1970) et, à nouveau, Studio 43 en 1980 jusqu'à sa fermeture en 1989. La salle est alors transformée en restaurant.

## Programmation
Animé par Dominique Païni, le cinéma a programmé des productions dites « d’avant-garde », notamment de Jean-Marie Straub et Danièle Huillet, de Philippe Garrel, d'Adolfo Arrieta, ainsi que des films d'art et d'essai du monde entier. 
En 1962, le Studio 43 a fait paraître l'unique numéro de la revue L'Écran.